# Granulócito eosinófilo

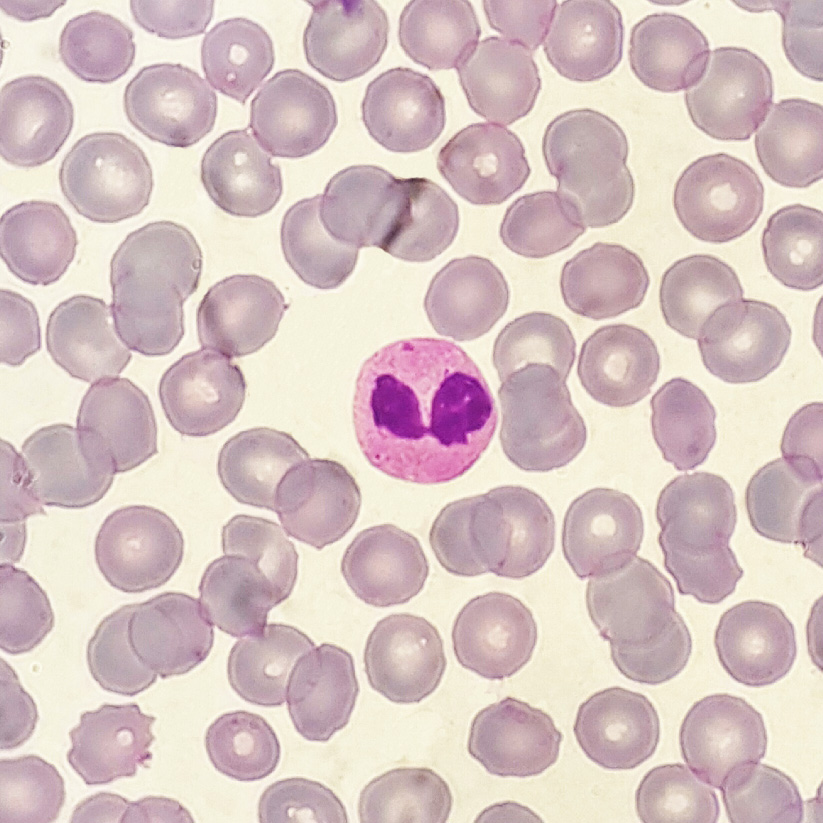
Eosinófilo sanguíneo humano (centro) visto por microscopia de luz, rodeado por hemácias.

Granulócitos eosinófilos, geralmente chamados de eosinófilos (ou, menos comumente, acidófilos), são células do sistema imune responsáveis pela ação contra parasitas multicelulares e certas infecções nos vertebrados. Junto com os mastócitos, também controlam mecanismos associados com a alergia e asma. Desenvolvem-se na medula óssea (hematopoiese) antes de migrar para o sangue periférico.
Tais células são eosinofílicas (possuem "afinidade por ácido") - normalmente transparentes, aparecem de cor vermelho-tijolo após coloração com a eosina, um corante vermelho e ácido. A coloração fica concentrada em pequenos grânulos no citoplasma celular, que contêm vários mediadores químicos, como a histamina e proteínas como a peroxidase de eosinófilos, ribonuclease (RNase), desoxirribonucleases, lipase, plasminogênio e a proteína básica maior (MBP). Estes mediadores são liberados por um processo chamado desgranulação após a ativação do eosinófilo, e são tóxicos para os tecidos do parasita e hospedeiro.
Em indivíduos normais, eosinófilos constituem cerca de 1-6% das células brancas do sangue, e têm cerca de 12-17 micrômetros de tamanho. Em condições normais são encontrados na medula óssea, na junção entre o córtex e a medula do timo, no trato gastrointestinal, ovário, útero, baço e linfonodos, mas não em órgãos como o pulmão, pele e esôfago. A presença de eosinófilos no último desses órgãos está associado a algumas doenças. Eosinófilos persistem na circulação por 8-12 horas, e podem sobreviver nos tecidos por um período adicional de 8-12 dias, na ausência de estimulação.

## Morfologia Celular
Quando visualizadas no esfregaço do sangue periférico, os eosinófilos apresentam tamanho que varia entre 12-17 µm. Estas células apresentam um núcleo bilobulado muito evidente quando observado por microscopia de luz. O citoplasma do eosinófilo é repleto de grânulos, sendo essa a principal característica para sua identificação. Outras organelas como mitocôndrias, retículo endoplasmático e complexo de Golgi são pouco desenvolvidas.
Os grânulos citoplasmáticos do eosinófilo apresentam uma morfologia única. Possuem em sua região mais interna um núcleo cristaloide, que pela microscopia eletrônica de transmissão se mostra geralmente bastante escurecido (elétron-denso). O principal componente do cristaloide é a proteína básica maior (MBP), rica em arginina, que constitui 50% das proteínas do grânulo e é responsável por sua acidofilia. Este núcleo cristalóide está rodeado por uma matriz geralmente mais clara (elétron-lúcida).

## Desenvolvimento, migração e ativação

Hematopoiese em humanos.

Eosinófilos desenvolvem-se e amadurecem na medula óssea. Diferenciam-se a partir de células precursoras mielóides em resposta às citocinas interleucina 3 (IL-3), interleucina 5 (IL-5), e fator de estímulo de colônias de granulócitos macrófagos (GM-CSF). Eosinófilos produzem e armazenam muitas proteínas do grânulo secundário antes da sua saída da medula óssea. Após a maturação, circulam no sangue e migram para locais de inflamação nos tecidos, ou para os locais de infecção por helmintos, em resposta a citocinas como CCL11 (eotaxina-1), CCL24 (eotaxina-2), CCL5 (RANTES), e leucotrienos como o leucotrieno B4 (LTB4).
Nos locais de infecção são ativados por citocinas tipo 2 e por um subconjunto específico das células T helper (Th2).
Se desenvolvem em aproximadamente uma semana, circulam com uma meia vida de 8 a 18 horas e se aderem nos tecidos (principalmente mucosas), ondem vivem por várias semanas. Para cada 1 eosinófilo circulante existe cerca de 300 a 500 nos tecidos.

## Função
Na sequência de ativação dos eosinófilos, suas funções efetoras incluem a produção de:
- proteínas catiônicas do grânulo e a sua libertação pela desgranulação.
- espécies reativas de oxigênio, como superóxido, peróxido e ácido hipobromoso (que é preferencialmente produzido pela peroxidase de eosinófilos).
- Mediadores lipídicos como os leucotrienos pertencentes à família dos eicosanóides (por exemplo, LTC4, LTD4, LTE4), prostaglandinas (eg, PGE2) e enzimas, como a elastase.
- Fatores de crescimento como o TGF beta, VEGF e PDGF. [9] [10]
- Citocinas como a IL-1, IL-2, IL-4, IL-5, IL-6, IL-8, IL-13 e TNF alfa [11].

Além disso, os eosinófilos desempenham um papel na luta contra as infecções virais, o que é evidente a partir da abundância de RNAses que eles contêm dentro de seus grânulos, e na remoção de fibrina durante a inflamação. Juntamente com basófilos e mastócitos, são importantes mediadores das respostas alérgicas e patogênese da asma e estão associados com a severidade da doença. Eles lutam também contra a colonização de helmintos (verme) e podem estar ligeiramente em número elevado na presença de certos parasitas. Os eosinófilos também estão envolvidos em muitos outros processos biológicos, incluindo o desenvolvimento pós-púberes da glândula mamária, a rejeição de enxertos e neoplasias. Eles também têm sido recentemente implicados na apresentação de antígenos às células T.

## Proteínas dos grânulos
Seguindo a ativação de um estímulo imunológico, eosinófilos sofrem desgranulação para liberar uma série de grânulos citotóxicos: proteínas catiônicas que são capazes de induzir lesão e disfunção tecidual. Estes incluem:
- Proteína básica maior (MBP)
- Proteína catiônica eosinofílica (ECP)
- Peroxidase eosinofílica (EPO)
- Neurotoxina derivada de eosinófilos (EDN)

A Proteína básica maior, a peroxidase eosinofílica e a proteína catiônica eosinofílica são tóxicas para muitos tecidos . A proteína catiônica eosinofílica e a neurotoxina derivada de eosinófilos são ribonucleases com atividade antiviral . A proteína básica maior induz a desgranulação de mastócitos e basófilos e está implicada na remodelação do nervo periférico . A proteína catiônica eosinofílica cria poros tóxicos nas membranas das células alvo, permitindo a potencial entrada de outras moléculas citotóxicas na célula , pode inibir a proliferação de células T, suprimir a produção de anticorpos pelas células B e induzir desgranulação por mastócitos . A peroxidase eosinofílica forma espécies reativas de oxigênio e intermediários reativos de nitrogênio que promovem o estresse oxidativo no alvo, causando morte celular por apoptose ou necrose .

## Eosinofilia
Um aumento de eosinófilos, isto é, a presença de mais de 500 eosinófilos/microlitro de sangue é chamado de eosinofilia, e é geralmente visto em pessoas com uma infestação parasitária no intestino, doença do colágeno (como a artrite reumatóide), doenças malignas tais como a doença de Hodgkin, doenças de pele extensas (como dermatite esfoliativa), doença de Addison, no epitélio escamoso do esôfago, no caso de esofagite de refluxo, a esofagite eosinofílica, e com o uso de certas drogas como a penicilina. Em 1989, suplementos contaminados com L-triptofano causaram uma forma mortal de eosinofilia conhecida como síndrome de eosinofilia-mialgia.
Os eosinófilos desempenham um papel importante na asma, uma vez que o número de eosinófilos acumulados corresponde à gravidade da reação asmática. A eosinofilia em modelos de ratos mostrou estar associada a altos níveis de interleucina-5. Além disso, as biópsias brônquicas da mucosa realizadas em pacientes com doenças como a asma têm níveis mais altos de interleucina-5, levando a níveis mais altos de eosinófilos. A infiltração de eosinófilos nessas altas concentrações causa uma reação inflamatória. Isso leva a remodelação das vias aéreas e dificuldade em respirar.
Eosinófilos também podem causar danos nos tecidos nos pulmões de pacientes asmáticos. São observadas altas concentrações de proteína básica maior (MBP) de eosinófilos e neurotoxina derivada de eosinófilos (EDN) que se aproximam de níveis citotóxicos em locais de desgranulação nos pulmões, bem como no escarro asmático.